# Упмал-Ангарский, Ян Янович
Ян Янович Упмал-Ангарский (латыш. Jānis Upmalis, 1893, Штокмансгоф, Рижский уезд, Лифляндская губерния (ныне Плявиняс, Латвия) — 17 сентября 1938, Коммунарка, Московская область) — российский революционер, советский дипломат и государственный деятель. Репрессирован в 1938 году.

## Биография
Член РСДРП с 1910 года. Член ВКП(б).
В октябре—декабре 1920 года — советник Полномочного представительства РСФСР в Турции, временный поверенный в делах РСФСР в Турции.
Поддерживал отношения с троцкистами и в связи с этим допрашивался Главным управлением государственной безопасности НКВД СССР в 1936 году.
Работал в системе Наркомата пищевой промышленности СССР.
Арестован 3 августа 1938 года по обвинению в участии в контрреволюционной террористической организации. Протокол допроса 23 апреля 1936 года. Осуждён Военной коллегией ВС СССР к высшей мере.
Расстрелян 17 сентября 1938 года на полигоне Коммунарка в Московской области. Реабилитирован в 1958 году (посмертно).